# Soll und Haben (Buchführung)

T-Konto

Soll und Haben sind in der Buchführung die Bezeichnungen für die linke Seite eines Kontos („Soll“) und dessen rechte Seite („Haben“). Diese Seiten heißen entsprechend „Sollseite“ und „Habenseite“. In der Bilanz – die kein Konto ist – heißen die Seiten entsprechend Aktivseite und Passivseite.

## Etymologie
Der Ursprung von „Soll und Haben“ wird von Balduin Penndorf in der Übersetzung eines Werkes von Luca Pacioli wie folgt erklärt:

„Dem Kontentitel folgte das Soll und das Haben, das italienisch deve dare und das italienisch deve avere (deutsch „soll geben“, „soll haben“). Später fiel auf beiden Seiten das deve (Soll) weg, so dass in Italien nur dare und avere (Geben und Haben) übrig blieben; während in Deutschland links das Geben und rechts das Soll wegfiel, so dass wir heute in Deutschland Soll und Haben anwenden.“

Im mittelalterlichen Runtinger Wechselbuch (1383–1407) entwickelte sich langsam eine Kontierung nach Soll und Haben.

## Allgemeines
Soll und Haben sind die technische Umsetzung der doppelten Buchführung. Die Kontierung muss bei einem Geschäftsvorfall Auskunft über den Buchungssatz geben, der letztlich festlegt, auf welchem Konto im „Soll“ und auf welchem im „Haben“ zu buchen ist. Dabei sind die Kontoarten Erfolgskonten (Aufwendungen und Erträge) oder Bestandskonten (Aktive und Passive) von Bedeutung. 
Im Bankwesen zeigt der Kontoauszug die Soll- und Habenseite aus Sicht des Kreditinstituts. Die „Sollseite“ weist mithin eine Forderung der Bank gegen den Kunden, die „Habenseite“ eine Verbindlichkeit der Bank gegenüber dem Kunden aus. Wer als Kund auf einem Konto „im Soll steht“, nimmt einen Dispositionskredit oder eine Kontoüberziehung in Anspruch, wer „im Haben steht“, besitzt ein Guthaben. Entsprechend weisen die Zinsbezeichnungen darauf hin, welche Kontoseite wie zu verzinsen ist (auf der Sollseite fällt der Sollzins, auf der Habenseite der Habenzins an).

## Kontoarten
Für jedes Konto ist durch die Buchungslogik der doppelten Buchführung festgelegt, wann es im Soll oder Haben bebucht wird:
| Kontoart               | Soll             | Haben             |
| ---------------------- | ---------------- | ----------------- |
| Aufwandskonto          | Aufwand          | Aufwandsminderung |
| Ertragskonto           | Ertragsminderung | Ertrag            |
| aktives Bestandskonto  | Zugang           | Abgang            |
| passives Bestandskonto | Abgang           | Zugang            |

Zugänge stehen deshalb regelmäßig auf derselben Seite, auf der das bebuchte Konto in der Bilanz steht. Mithin beim aktiven Bestandskonto auf der (linken) Sollseite, beim passiven Bestandskonto auf der (rechten) Habenseite. Das gilt umgekehrt für Abgänge. Erfolgskonten werden dort bebucht, wo sie in der Gewinn- und Verlustrechnung stehen. Aufwandskonten mithin auf der (linken) Sollseite, Ertragskonten auf der (rechten) Habenseite.
Beispiele
- Umsatzerlöse sind Erlöse und werden daher auf Erfolgskonten auf der Habenseite gebucht.
- Betriebsausgaben gehören zu den Aufwandskonten und stehen dort auf der Sollseite.
- Auf dem aktiven Bestandskonto Fuhrpark wird die Anschaffung eines Fahrzeugs im Soll (Zugang), die Veräußerung im Haben (Abgang) gebucht.
- Auf einem passiven Bestandskonto wie Verbindlichkeiten wird die Erhöhung einer Verbindlichkeit im Haben (Zugang) und ihre Tilgung im Soll (Abgang) gebucht.

Es kann zwar grundsätzlich jedes Konto auf beiden Seiten bebucht werden, der Saldo muss sich jedoch beim Kontenabschluss auf der jeweils gegenüber liegenden Seite befinden. Ein Habensaldo (Überhang an Haben-Buchungen) ist nur auf Ertragskonten und auf passiven Bestandskonten zulässig. Ein aktives Bestandskonto mit einem Habensaldo ist nicht möglich, denn es gibt beispielsweise keine Fahrzeuge mit einem Buchwert von weniger als null Euro.
Die im Regelfall nicht bebuchte Kontoseite (beim Aufwandskonto die Habenseite, beim Ertragskonto die Sollseite) wird zum Jahresabschluss saldiert, der Saldo beim Aufwandskonto auf der Habenseite verbucht und in die Gewinn- und Verlustrechnung als Aufwand übertragen. Umgekehrt wird beim Ertragskonto der Saldo auf der Sollseite verbucht und als Ertrag übertragen. Entsprechend wird mit Bestandskonten verfahren.